# George Price Highway

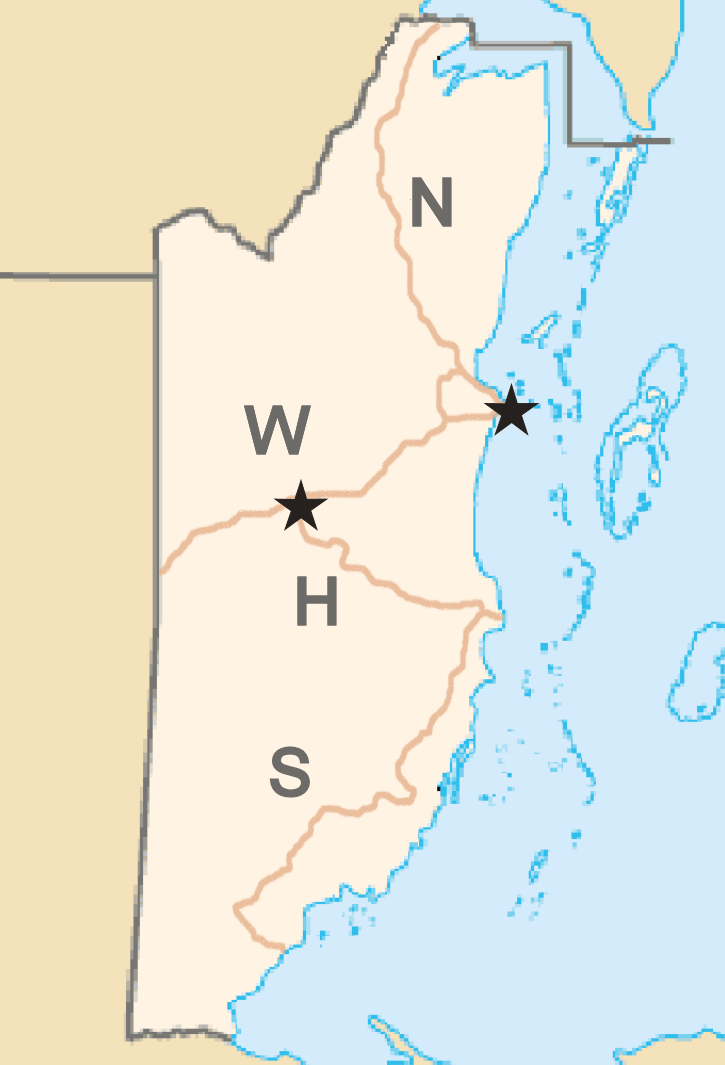
Highways in Belize. W bezeichnet den George Price Highway

Der George Price Highway (bis 2012 Western Highway) ist einer der vier großen Highways im mittelamerikanischen Belize. Er ist benannt nach George Cadle Price (1919–2011), dem erste Premierminister von Belize.
Er beginnt in Belize City und führt in westlicher Richtung bis an die Grenze zu Guatemala. Dabei passiert der George Price Highway neben der Hauptstadt Belmopan auch die Orte Hattieville, San Ignacio und im äußersten Westen Benque Viejo del Carmen. Der Highway ist rund 130 Kilometer lang, durchgängig befestigt und zweispurig befahrbar.
Die Fahrzeit von Belize City bis zur Grenze nach Guatemala beträgt rund zwei Stunden.

## Nachweise
1. ↑  The San Pedro Sun, 29. September 2012 (englisch)